# 화성시
화성시(華城市)는 대한민국 경기도 서남부에 있는 특례시이다. 동북쪽으로 수원시, 동쪽으로 용인시, 남쪽으로는 오산시·평택시, 북쪽으로 안산시와 접하고, 서북쪽으로 시화호를 사이에 두고 시흥시와 접한다. 서쪽으로는 경기만과 서해가 있다. 경기남부에서 가장 면적이 큰 도시이다. 특히 화성시는 2025년에 특례시로 승격된 유일한 특례시가 되었다.
남양읍을 중심으로 한 화성시 서부의 본래 지명은 남양군(南陽郡)이었고, 서신면에는 백제 및 신라의 대외 무역항이었던 당항성이 있었다. 1914년에 남양군이 수원군에 병합되었고, 1949년 8월 14일에 수원읍이 수원부로 분리·승격되면서 화성군으로 개칭되었다. 군의 명칭은 화성(華城)에서 따왔다. 2001년 3월 21일에 시로 승격되었다. 시청 소재지는 남양읍이고, 4읍 9면 15행정동을 관할하는 도농복합시이다.

## 지명 유래
'화성(華城)'이라는 이름은 조선 정조가 '화봉삼축(華封三祝)' 고사를 인용해 "사도세자의 능침인 '화산(花山)'의 '花(화)'자와 '華(화)'자는 뜻과 음이 통하여 '화성'으로 한다"고 하여 지은 것이다.

## 역사
- 1949년 8월 15일: 수원읍이 수원부로 분리·승격하여, 수원군이 화성군으로 개칭되었다.[2] (19면)
- 1949년 8월 15일: 음덕면을 남양면으로 개칭하였다.[3]
- 1960년 1월 1일: 오산면이 오산읍으로 승격하였다.[4] (1읍 18면)
- 1963년 1월 1일: 일왕면 · 태장면 · 안룡면 각 일부가 수원시에, 일왕면이 의왕면으로 개칭하여 시흥군에 각각 이관되었고, 태장면과 안룡면은 태안면으로 합면하였다.[5] (1읍 16면)

| 개편 전                                                                                      | 개편 후 |
| -------------------------------------------------------------------------------------------- | --- |
| 화성군 일왕면 상광교리·하광교리·조원리·송죽리·파장리·정자리·이목리·율전리·천천리·탑리·구운리 | 수원시 상광교동·하광교동·조원동·송죽동·파장동·정자동·이목동·율전동·천천동·탑동·구운동 ·원천동·매탄동·권선동 ·곡반정동·대황교동·장지동·고색동·평동·오목천동 |
| 태장면 원천리·매탄리·권선리                                                                  | 수원시 상광교동·하광교동·조원동·송죽동·파장동·정자동·이목동·율전동·천천동·탑동·구운동 ·원천동·매탄동·권선동 ·곡반정동·대황교동·장지동·고색동·평동·오목천동 |
| 안룡면 곡반정리·대황교리·장지리·고색리·평리·오목천리                                         | 수원시 상광교동·하광교동·조원동·송죽동·파장동·정자동·이목동·율전동·천천동·탑동·구운동 ·원천동·매탄동·권선동 ·곡반정동·대황교동·장지동·고색동·평동·오목천동 |
| 일왕면 이리·삼리·고천리·왕곡리·오전리·학의리·내손리·청계리·포일리                            | 시흥군 의왕면 |
| 태장면 영통리·신리·망포리·반월리·능리·기산리·병점리·진안리                                   | 태안면 |
| 안룡면 기안리·배양리·황계리·반정리·송산리·안녕리                                             | 태안면 |

- 1970년 6월 1일: 군청사를 수원시에서 오산읍으로 이전하였다.
- 1983년 2월 14일: 반월면 월암리·초평리를 시흥군 의왕읍에 이관하고, 비봉면 상기리를 봉담면에 편입하였다.[6]

| 개편 전              | 개편 후                     |
| -------------------- | --------------------------- |
| 비봉면 상기리        | 봉담면 상기리               |
| 반월면 월암리·초평리 | 시흥군 의왕읍 월암리·초평리 |

- 1985년 10월 1일: 태안면이 태안읍으로 승격하였다.[7] (2읍 15면)
- 1986년 1월 1일: 반월면 일부를 신설된 안산시에 이관하였다.[8]

| 개편 전                                                    | 개편 후                              |
| ---------------------------------------------------------- | ------------------------------------ |
| 화성군 반월면 일리·이리·사리·본오리·팔곡2리 및 둔대리 일부 | 안산시 일동·이동·사동·본오동·팔곡2동 |

- 1987년 1월 1일: 서신면 칠곡리가 송산면에 편입되고, 팔탄면 지월리 일부가 향남면에 편입되어 장짐리가, 동탄면 금곡리 일부가 오산읍에 편입되어 은계리가 각각 신설되었다. 매송면 금곡리, 호매실리가 수원시에, 양감면 고렴리가 평택군에 각각 이관되었다.[9]

| 개편 전                | 개편 후                |
| ---------------------- | ---------------------- |
| 서신면 칠곡리          | 송산면 칠곡리          |
| 팔탄면 지월리 일부     | 향남면 장짐리          |
| 동탄면 금곡리 일부     | 오산읍 은계리          |
| 매송면 금곡리·호매실리 | 수원시 금곡동·호매실동 |
| 양감면 고렴리          | 평택군 청북면 고렴리   |

- 1989년 1월 1일: 오산읍이 오산시로 승격하여 화성군에서 분리되었다.[10] (1읍 15면)
- 1994년 12월 26일: 태안읍 영통리·신리 일부·망포리 일부, 반월면 입북리·당수리가 수원시에, 반월면 건건리·사사리·팔곡1리가 안산시에, 반월면 둔대리·대야미리·속달리·도마교리가 군포시에 각각 이관되었다. 이로써 반월면은 폐지되었다.[11] (1읍 14면)

| 개편 전                                       | 개편 후                                |
| --------------------------------------------- | -------------------------------------- |
| 화성군 반월면 입북리·당수리                   | 수원시 권선구 입북동·당수동            |
| 화성군 반월면 건건리·사사리·팔곡1리 일원      | 안산시 건건동·사사동·팔곡1동           |
| 화성군 반월면 둔대리·대야미리·속달리·도마교리 | 군포시 둔대동·대야미동·속달동·도마교동 |

- 1995년 4월 20일: 태안읍 신리·망포리가 수원시에 이관되었다.[12]
- 1998년 4월 6일: 봉담면이 봉담읍으로 승격하였다.[13] (2읍 13면)
- 2000년 11월 1일: 군청사를 오산시 오산동에서 남양면 남양리로 이전하였다.[14]
- 2001년 3월 21일: 화성군이 화성시로 승격하였다.[15] 이와 함께 태안읍과 동탄면, 정남면을 관리하는 동부출장소를 설치하고, 남양면이 남양동으로 전환하였다.[16] (2읍 12면 1동)
- 2003년 6월 14일: 우정면이 우정읍으로 승격하였다.[17] (3읍 11면 1동)
- 2006년 1월 2일: 태안읍이 폐지되고, 진안동(법정동:진안동·능동·기산동·반정동), 병점1동(법정동:병점동 일부), 병점2동(법정동:병점동 일부), 반월동(법정동:반월동), 기배동(법정동:기안동·배양동), 화산동(법정동:황계동·송산동·안녕동) 등 6개 동으로 분리·전환하였다.[18] (2읍 11면 7동)

| 개편 전                          | 개편 후                                   |
| -------------------------------- | ----------------------------------------- |
| 태안읍 진안리·능리·기산리·반정리 | 진안동 (법정동:진안동·능동·기산동·반정동) |
| 태안읍 병점리 일부               | 병점1동 (법정동:병점동 일부)              |
| 태안읍 병점리 일부               | 병점2동 (법정동:병점동 일부)              |
| 태안읍 반월리                    | 반월동 (법정동:반월동)                    |
| 태안읍 기안리·배양리             | 기배동 (법정동:기안동·배양동)             |
| 태안읍 황계리·송산리·안녕리      | 화산동 (법정동:황계동·송산동·안녕동)      |

- 2007년 1월 29일: 향남면이 향남읍으로 승격하고, 동탄면 반송리·석우리와 능동에 동탄동이 설치되었다.[19] (3읍 10면 8동)

| 개편 전                              | 개편 후                            |
| ------------------------------------ | ---------------------------------- |
| 향남면                               | 향남읍                             |
| 동탄면 반송리·석우리, 진안동 중 능동 | 동탄동 (법정동:반송동·석우동·능동) |

- 2008년 3월 3일: 동탄동이 동탄1동, 동탄2동으로 분리되었다.[20] (3읍 10면 9동)
- 2009년 6월 8일: 동탄3동이 동탄1동에서 분동하였다.[21] (3읍 10면 10동)
- 2010년 9월 27일: 화성시의 주민등록 인구가 50만 명을 돌파하였다.
- 2014년 10월 20일: 남양동이 남양읍으로 전환되었다. 이에 따라 남양동 관할 법정동 역시 법정리로 환원되었다.[22] (4읍 10면 9동)
- 2015년 1월 1일: 동탄면 영천리·청계리·오산리에 중리·목리·산척리·방교리의 각 일부를 편입하여 동탄4동(법정동:영천동·청계동·오산동)이 설치되었다. (4읍 10면 10동)

| 개편 전                     | 개편 후                               |
| --------------------------- | ------------------------------------- |
| 동탄면 영천리·청계리·오산리 | 동탄4동 (법정동:영천동·청계동·오산동) |

- 2016년 1월: 화성시의 주민등록 인구가 60만 명을 돌파하였다.
- 2017년 10월: 화성시의 주민등록 인구가 안산시를 추월하였다.
- 2018년 1월 1일: 송산그린시티 동측 지구에 새솔동을 설치하고, 동탄면·동탄4동을 동탄4동·동탄5동·동탄6동으로 개편하였다. (4읍 9면 13동)

| 개편 전 | 개편 후 | 개편 후 | 개편 후                                          |
| 개편 전 | 동탄4동 | 동탄5동 | 동탄6동                                          |
| ------- | ------- | ------- | ------------------------------------------------ |
| 동탄4동 | 청계동  | 영천동  | 오산동                                           |
| 동탄면  |         | 중동    | 신동, 목동, 산척동, 장지동, 송동, 방교동, 금곡동 |

- 2018년 2월: 화성시의 주민등록 인구가 70만 명을 돌파하였다.
- 2019년 7월 1일: 동탄7동이 동탄6동에서 분동하였다. (4읍 9면 14동)

| 행정구역 | 행정구역 | 법정구역                       |
| 개편 전  | 개편 후  | 법정구역                       |
| -------- | -------- | ------------------------------ |
| 동탄6동  | 동탄6동  | 오산동, 장지동, 방교동, 금곡동 |
| 동탄6동  | 동탄7동  | 신동, 목동, 산척동, 송동       |
- 2019년 9월: 화성시의 주민등록 인구가 80만 명을 돌파하였다.
- 2019년 10월 21일: 동탄8동이 동탄6동에서 분동하였다. (4읍 9면 15동)

| 행정구역 | 행정구역 | 법정구역               |
| 개편 전  | 개편 후  | 법정구역               |
| -------- | -------- | ---------------------- |
| 동탄6동  | 동탄6동  | 오산동, 방교동, 금곡동 |
| 동탄6동  | 동탄8동  | 장지동                 |
- 2020년 3월: 화성시의 주민등록 인구가 부천시를 추월하였다.
- 2020년 7월 24일: 경기도 수원시와 화성시의 관할구역 변경에 관한 규정에 따라 6월 16일 국무회의에서 의결하고 6월 23일 공포함. 경계조정령이 시행되어 수원시 영통구 신동, 망포동 일부와 화성시 반정동 일부를 교환하였다.[23]
- 2020년 9월 12일: 수인선(수원~한대앞)이 재개통되었다.
- 2022년 9월: 화성시의 주민등록 인구가 90만명을 돌파하였다.
- 2023년 4월: 화성시의 주민등록 인구가 성남시를 추월하였다.
- 2023년 7월 1일: 동탄9동이 동탄7동에서 분동하였다. (4읍 9면 16동)

| 행정구역 | 행정구역 | 법정구역     |
| 개편 전  | 개편 후  | 법정구역     |
| -------- | -------- | ------------ |
| 동탄7동  | 동탄7동  | 산척동, 송동 |
| 동탄7동  | 동탄9동  | 신동, 목동   |
- 2024년 3월 30일: 수도권 광역급행철도 A노선(수서~동탄)이 개통되었다.
- 2025년 1월 1일: 특례시로 승격되었다.
- 2025년 5월 13일: 서신면 사곳리를 사곶리로 명칭변경 되었다.

## 지리
화성시는 크게 동부(병점, 동탄, 봉담읍, 정남면)와 서부로 나눌 수 있는데, 서부는 다시 남양읍과 송산그린시티를 중심으로 한 북쪽의 1읍·5면·1동과 향남읍을 중심으로 한 남쪽의 2읍·3면으로 나눌 수 있다.

### 지형
화성시는 광주산맥과 차령산맥 사이에 위치하여 동북쪽으로 비교적 산세가 깊은 산지를 형성하고, 중앙은 구릉지대이며, 서쪽은 평야지대를 이루면서 서해와 접하고 있다. 서해안으로 남양 반도와 조암 반도가 돌출되어 있고, 화성시 중심부를 남류하는 황구지천과 발안천을 따라 비옥한 평야가 넓게 형성되어 있다. 해안은 북쪽으로 군자만, 남쪽으로 남양만을 끼고 있으며, 해안선은 전형적인 리아스식 해안이다.
화성시는 해발 50m 미만 지역이 총면적의 76.1%이고, 50m∼100m 지역은 17.9%, 100m∼200m 지역은 5.5%, 200m 이상 지역은 화성시 총면적의 0.5%로 구성되어 전체적으로 비교적 완만한 구릉지를 형성하고 있다. 경사도는 5% 미만이 총면적의 52.3%, 5%∼15% 지역은 화성시 총면적의 15.9%, 15%∼25% 지역은 화성시 총면적의 13.9%로 대부분이 완만하다.
해발 200m 이상 지역과 경사 25% 이상 지역은 봉담읍과 비봉면, 팔탄면의 경계와 동탄면의 동쪽에 분포하고, 해발 50m 이하 지역과 경사 5% 이하 지역은 송산면, 서신면, 우정읍, 장안면 등 서해안과 시화호 주변에 분포하고 있다.
| 구분   | 구분      | 면적(km2) | 구성비(%) |
| ------ | --------- | --------- | --------- |
| 해발   | 50m 미만  | 523.54    | 76.1      |
| 해발   | 50 ~ 70m  | 71.64     | 10.4      |
| 해발   | 70 ~ 100m | 51.39     | 7.5       |
| 해발   | 100~200m  | 37.52     | 5.5       |
| 해발   | 200m 이상 | 3.44      | 0.5       |
| 해발   | 계        | 687.54    | 100.0     |
| 경사도 | 5% 미만   | 359.09    | 52.2      |
| 경사도 | 5 ~ 15%   | 109.61    | 15.9      |
| 경사도 | 15 ~ 25%  | 95.52     | 13.9      |
| 경사도 | 25% 이상  | 123.32    | 17.9      |
| 경사도 | 계        | 687.54    | 100.0     |

### 기후
한반도의 중서부에 속하는 화성시는 온난한 남부지방으로부터 대륙성의 북부지방으로 옮아 가는 전이지대에 속하고 있으며 특히 본시는 수심이 얕고 내해성인 서해에 연하고 있어 지형상으로도 저평한 평야지대에 위치하고 있어서 겨울 기온이 연안을 따라 낮은 특색을 보이고 있다. 따라서 본시는 온난 습윤 기후로부터 냉대 동계 소우 기후구로 옮아가는 전이지대에 위치하여 한국의 소기후 구분상 중부서안형에 속하고 있다.

### 해안선·도서
화성시의 해안선은 경기도 전체 해안선의 절반인 152 km에 달한다. 섬은 총 23개로 유인도(有人島)는 3개(제부도, 입파도, 국화도)이며, 나머지는 무인도이다. 유인도 3개 섬에는 278세대, 630명의 주민이 거주한다.(2001년 조사)

### 조석·조류
화성시 해안의 조석은 인천광역시 정도에는 미치지 않으나 유사한 경향을 보여주고 있으며, 조류에 의한 수괴 변화가 크다. 경기만과 아산만을 유입하는 조류의 영향을 많이 받으며, 대조기(약 15일마다 일어나는 조차가 큰 조석), 소조기(조차가 작은 조석), 밀물 및 썰물때 속도 변화가 크다. 밀물때보다 소조기에 유속이 빠르고 연안에 유입된 물질의 확산이 빨리 일어난다.
영흥도와 선재도 사이의 소조기 썰물시 최대유속은 127cm/s, 밀물때 최대유속은 9cm/s이며, 대조기 썰물의 최대유속은 180cm/s, 밀물의 최대유속은 166cm/s로 대체로 썰물때 유속이 빠르다.

### 지질·토양
한국지질자원연구소의 조사 자료에 따르면, 화성시의 지질은 변성암인 선캄브리아계의 편암과 편마암류가 주를 이루고 있으며, 화강암과 제4기 퇴적층을 제외하고는 대부분 선캄브리아계의 지질로 토층의 발달이 탁월하며 두껍게 나타난다.
남서부 해안지대와 도서들은 편암, 북서부는 화강암질 편마암으로 구성되어 있으며, 북부와 동부지역에는 반상변정질 편마암과 호상편마암이 나타난다.
남양읍 남부에는 중생대 쥬라기에 생성된 것으로 보이는 대보 화강암이 나타나며, 황구지천, 발안천 및 만을 이루는 지역에는 제4기에 퇴적된 충적층이 형성되어 있다.

## 행정 구역
화성시는 4읍 9면 15행정동으로 구성되어 있다. 인구는 2019년 12월 말 주민등록 기준으로 815,396명, 327,797 가구다. 화성시는 행정구를 설치할 수 있는 요건을 갖추고 있으나 설치하지 않고, 동부 지역에 동부출장소(병점 지역 6개 동과 정남면을 관할)와 동탄출장소(동탄 지역 9개 동 관할)가 각각 설치되어 있다.
| 읍·면·동 | 한자    | 면적 (km2) | 인구    | 세대    | 행정 지도  |
| -------- | ------- | ---------- | ------- | ------- | ---------- |
| 봉담읍   | 峰潭邑  | 42.75      | 78,829  | 30,776  |            |
| 우정읍   | 雨汀邑  | 59.72      | 17,427  | 8,503   |            |
| 향남읍   | 鄕南邑  | 50.01      | 83,970  | 36,999  |            |
| 남양읍   | 南陽邑  | 67.09      | 39,574  | 18,450  |            |
| 매송면   | 梅松面  | 27.27      | 7,334   | 3,557   |            |
| 비봉면   | 飛鳳面  | 38.55      | 5,829   | 2,980   |            |
| 마도면   | 麻道面  | 31.75      | 6,947   | 3,798   |            |
| 송산면   | 松山面  | 58.34      | 10,962  | 5,394   |            |
| 서신면   | 西新面  | 43.27      | 7,070   | 3,816   |            |
| 팔탄면   | 八灘面  | 50.95      | 9,895   | 5,946   |            |
| 장안면   | 長安面  | 67.66      | 10,277  | 5,448   |            |
| 양감면   | 楊甘面  | 31.06      | 4,031   | 2,324   |            |
| 정남면   | 正南面  | 40.67      | 11,298  | 5,927   |            |
| 새솔동   | 새솔洞  | 3.4        | 19,415  | 6,443   |            |
| 진안동   | 陳雁洞  | 6.22       | 43,977  | 20,127  | 시내동지구 |
| 병점1동  | 餠店1洞 | 1.44       | 28,224  | 11,322  |            |
| 병점2동  | 餠店2洞 | 1.05       | 24,537  | 8,727   |            |
| 반월동   | 半月洞  | 3.96       | 32,438  | 10,981  |            |
| 기배동   | 旗培洞  | 4.22       | 13,860  | 4,869   |            |
| 화산동   | 花山洞  | 11.60      | 23,419  | 9,787   |            |
| 동탄1동  | 東灘1洞 | 5.3        | 50,639  | 19,775  |            |
| 동탄2동  | 東灘2洞 | 2.2        | 36,043  | 11,806  |            |
| 동탄3동  | 東灘3洞 | 1.9        | 41,794  | 16,656  |            |
| 동탄4동  | 東灘4洞 | 4.23       | 53,531  | 16,592  |            |
| 동탄5동  | 東灘5洞 | 11.40      | 38,672  | 15,555  |            |
| 동탄6동  | 東灘6洞 | 9.4        | 30,174  | 12,847  |            |
| 동탄7동  | 東灘7洞 | 14.6       | 72,522  | 25,427  |            |
| 동탄8동  | 東灘8洞 | 6.54       | 24,639  | 9,534   |            |
| 동탄9동  | 東灘9洞 | 9.96       | 38,838  | 14,111  |            |
| 화성시   | 華城市  | 693.93     | 831,888 | 335,727 |            |

* 인구·세대는 2020년 4월 기준

## 인구
2011년을 기준으로 화성시의 인구 중 만 15세 미만은 21.9%, 만 65세 이상은 7.9%이다. 생산연령층인 15~64세 인구는 70.2%로, 전국 평균인 72.8%보다 조금 낮다. 유소년 인구부양비는 31.2%로 전국 평균인 22.8%보다 높고, 노년 인구부양비는 11.2%로 전국 평균인 14.5%보다 낮다. 남자 인구를 여자 인구로 나눈 성비는 106.6%로 남자가 다소 많다.
화성시의 인구는 2000년 이후부터 현재까지 급격히 증가하는 추세인데, 이는 서울 등 수도권의 다른 도시로부터 동탄신도시 등으로 인구가 계속해서 유입되고 있기 때문이다.
- 화성시의 연도별 인구 추이[27]

| 연도   | 총인구    |  | 비고                                                                                       | 비고   |
| ------ | --------- |  | ------------------------------------------------------------------------------------------ | ------ |
| 1949년 | 177,579명 |  | 수원읍(1949년 8월 14일 시 승격) 52,772명 제외                                              | 수원군 |
| 1955년 | 192,879명 |  |                                                                                            | 화성군 |
| 1960년 | 216,024명 |  |                                                                                            | 화성군 |
| 1966년 | 204,254명 |  |                                                                                            | 화성군 |
| 1970년 | 189,604명 |  |                                                                                            | 화성군 |
| 1975년 | 208,171명 |  |                                                                                            | 화성군 |
| 1980년 | 217,090명 |  |                                                                                            | 화성군 |
| 1985년 | 225,941명 |  |                                                                                            | 화성군 |
| 1990년 | 187,370명 |  | 감소 원인: 오산시 승격·분리 (1989년 1월 1일) 외국인: 21                                    | 화성군 |
| 1995년 | 158,590명 |  | 감소 원인: 반월면(1994년 12월 26일 폐지) 등 관할구역을 수원시 등에 이관 외국인: 333 (0.2%) | 화성군 |
| 2000년 | 189,467명 |  | 외국인: 3,488 (1.8%)                                                                       | 화성군 |
| 2005년 | 288,718명 |  | 외국인: 6,594 (2.3%)                                                                       | 화성시 |
| 2010년 | 488,758명 |  | 외국인: 14,598 (3.0%)                                                                      | 화성시 |
| 2015년 | 608,725명 |  | 외국인: 41,327 (6.8%)                                                                      | 화성시 |
| 2019년 | 838,635명 |  | 외국인: 57,123 (6.8%)                                                                      | 화성시 |

## 시청
현재 화성시청은 경기도 화성시 남양읍에 위치하고 있다.

## 경제

### 재정자립도
2022년 기준 화성시의 재정자립도는 58.6%로 경기도 시군 중 2위다. 다양한 제조업 공장들이 화성시에 있기 때문이다.

### 지역내 총생산
화성시의 2012년 지역내 총생산은 94조 180억원으로 경기도 지역내 총생산의 13.0%를 차지하고 있다. 이중 농림어업(1차 산업)은 6,900억원으로 비중이 낮고 광업 및 제조업(2차 산업)은 78조 740억원으로 83.04%의 비중으로 차지한다. 상업 및 서비스업(3차 산업)은 15조 2,550억원으로 16.23%의 비중을 차지한다. 3차 산업 부문에서는 사업서비스업(2.74%)과 건설업(2.31%), 도소매업(1.96%)과 부동산업 및 임대업(1.60%)이 큰 비중을 차지하고 있다.

### 산업별 종사자 현황
2014년 화성시 산업의 총종사자 수는 362,267명으로 경기도 총종사자 수의 8.1%를 차지하고 있다. 이중 농림어업(1차 산업)은 162명으로 비중이 낮다. 광업 및 제조업(2차 산업)은 191,738명으로 52.9%의 비중으로 차지하고 상업 및 서비스업(3차 산업)은 170,367명으로 47.0%의 비중을 차지한다. 2차 산업은 경기도 전체의 비중(27.1%)보다 높고 3차 산업은 경기도 전체 비중(72.9%)보다 낮다. 3차 산업 부문에서는 도소매업(8.7%), 사업서비스업(8.6%)과 숙박 및 음식점업(6.0%), 교육서비스업(4.9%)이 큰 비중을 차지하고 있다.

### 상주인구와 주간인구
화성시의 2021년 기준 상주인구는 878,879명이고 2015년 기준 주간인구는 573,502명으로 주간인구지수가 117로 낮다. 통근으로 인한 유입인구는 213,526명, 유출인구는 106,864명이고, 통학으로 인한 유입인구 21,904명, 유출인구는 10,547명으로 전체적으로 유입인구가 106,662명 더 많은데, 이는 산업시설이 많이 이전해 온 수도권 외곽지역에서 공통적으로 나타나는 현상이다.

### 제조업
- 경동제약
- SK매직(구 동양매직) 화성공장
- 기아 AutoLand 화성(구 화성공장)
- 삼성전자 반도체 화성캠퍼스
- 명인제약/한미약품 화성공장
- 한국오츠카제약/대웅제약/명문제약/대원제약 향남공장

### 연구소
- 현대자동차 남양연구소
- 현대트랜시스 화성구동연구센터
- 현대트랜시스 동탄시트연구센터
- 삼성전자 생산기술연구소
- 삼성전자 반도체연구소
- 삼성전자 부품연구소
- 한국쓰리엠 기술연구소

### 상업

#### 백화점·대형아울렛
- 롯데백화점 동탄점 (동탄6동)
- 현대시티아울렛 동탄점(예정) (동탄1동)

#### 대형마트
- 이마트 동탄점 (동탄1동)
- 이마트 화성봉담점 (봉담읍 동화리)
- 홈플러스 화성동탄점 (동탄1동)
- 홈플러스 병점점 (병점1동)
- 홈플러스 화성향남점 (향남읍 행정리)
- 롯데마트 동탄점(예정) (동탄6동)
- 하나로클럽 동탄점 (동탄5동)

#### 영화관
- 롯데시네마 병점점 (병점2동)
- 롯데시네마 향남점 (향남읍 하길리)
- 롯데시네마 동탄점 (예정) (동탄6동)
- 메가박스 동탄점 (동탄1동)
- CJ CGV 동탄점 (동탄1동)
- CJ CGV 동탄역점 (동탄6동)
- CJ CGV 동탄호수공원점 (동탄7동)
- CJ CGV 봉담점 (봉담읍 동화리)

## 교육 기관
- 경기도교육청
  - 화성오산교육지원청

- 사립대학교

|  | - 수원대학교 - 협성대학교 | - 수원가톨릭대학교 - 화성의과학대학교 | - 예일신학대학원대학교 - 능인불교대학원대학교 |

- 사립전문대학

|  | - 수원과학대학교 | - 장안대학교 | - 화성시그린농업기술대학 |  |

- 폴리텍대학

|  | - 한국폴리텍2대학 화성캠퍼스 |

- 고등학교

|  | - 한백고등학교 - 나루고등학교 - 동탄고등학교 - 동탄국제고등학교 - 병점고등학교 | - 홍익디자인고등학교 - 비봉고등학교 - 남양고등학교 - 발안바이오과학고등학교 - 안화고등학교 | - 봉담고등학교 - 삼괴고등학교 - 향남고등학교 - 화성고등학교 - 정현고등학교 | - 두레자연고등학교 - 송산고등학교 - 반송고등학교 - 예당고등학교 - 창의고등학교 | - 능동고등학교 - 향일고등학교 - 동탄중앙고등학교 - 새솔고등학교 - 이산고등학교 - 서연고등학교 |

| \| - 기산중학교 - 기안중학교 - 남양중학교 - 능동중학교 - 청계중학교 - 동탄중학교 - 동학중학교 - 두레자연중학교 - 반송중학교 \| - 발안중학교 - 병점중학교 - 봉담중학교 - 비봉중학교 - 삼괴중학교 - 서신중학교 - 석우중학교 - 솔빛중학교 \| - 송산중학교 - 안용중학교 - 안화중학교 - 양감중학교 - 예당중학교 - 와우중학교 - 장안여자중학교 - 정남중학교 \| - 진안중학교 - 푸른중학교 - 향남중학교 - 화도중학교 - 화성동화중학교 - 화성중학교 \| | | |                                                                                   |
| - 기산중학교 - 기안중학교 - 남양중학교 - 능동중학교 - 청계중학교 - 동탄중학교 - 동학중학교 - 두레자연중학교 - 반송중학교 | - 발안중학교 - 병점중학교 - 봉담중학교 - 비봉중학교 - 삼괴중학교 - 서신중학교 - 석우중학교 - 솔빛중학교 | - 송산중학교 - 안용중학교 - 안화중학교 - 양감중학교 - 예당중학교 - 와우중학교 - 장안여자중학교 - 정남중학교 | - 진안중학교 - 푸른중학교 - 향남중학교 - 화도중학교 - 화성동화중학교 - 화성중학교 |

| \| - 갈담초등학교 - 갈천초등학교 - 고정초등학교 - 구봉초등학교 - 기산초등학교 - 기안초등학교 - 남양초등학교 - 노진초등학교 - 능동초등학교 - 도이초등학교 - 동양초등학교 - 동탄초등학교 - 신리분교 - 동학초등학교 - 동화초등학교 - 마도초등학교 - 마산초등학교 - 반석초등학교 - 반송초등학교 \| - 발안초등학교 - 배양초등학교 - 병점초등학교 - 봉담초등학교 - 비봉초등학교 - 사창초등학교 - 상봉초등학교 - 상신초등학교 - 서신초등학교 - 제부분교 - 석우초등학교 - 석천초등학교 - 솔빛초등학교 - 송라초등학교 - 송산초등학교 - 송화초등학교 - 수기초등학교 - 수영초등학교 - 숲속초등학교 \| - 안녕초등학교 - 안화초등학교 - 양감초등학교 - 예당초등학교 - 예원초등학교 - 와우초등학교 - 우정초등학교 - 율목초등학교 - 장명초등학교 - 장일분교 - 정남초등학교 - 정림초등학교 - 제암초등학교 - 진안초등학교 - 청룡초등학교 - 청원초등학교 - 태안초등학교 - 팔탄초등학교 - 대방분교 \| - 푸른초등학교 - 학동초등학교 - 한마음초등학교 - 한울초등학교 - 해운초등학교 - 행정초등학교 - 향남초등학교 - 화남초등학교 - 화산초등학교 - 화성청계초등학교 - 화성금곡초등학교 - 화성매송초등학교 - 화성벌말초등학교 - 화성월문초등학교 - 화성장안초등학교 - 석포분교 - 화성화수초등학교 - 활초초등학교 \| | | | |
| - 갈담초등학교 - 갈천초등학교 - 고정초등학교 - 구봉초등학교 - 기산초등학교 - 기안초등학교 - 남양초등학교 - 노진초등학교 - 능동초등학교 - 도이초등학교 - 동양초등학교 - 동탄초등학교 - 신리분교 - 동학초등학교 - 동화초등학교 - 마도초등학교 - 마산초등학교 - 반석초등학교 - 반송초등학교 | - 발안초등학교 - 배양초등학교 - 병점초등학교 - 봉담초등학교 - 비봉초등학교 - 사창초등학교 - 상봉초등학교 - 상신초등학교 - 서신초등학교 - 제부분교 - 석우초등학교 - 석천초등학교 - 솔빛초등학교 - 송라초등학교 - 송산초등학교 - 송화초등학교 - 수기초등학교 - 수영초등학교 - 숲속초등학교 | - 안녕초등학교 - 안화초등학교 - 양감초등학교 - 예당초등학교 - 예원초등학교 - 와우초등학교 - 우정초등학교 - 율목초등학교 - 장명초등학교 - 장일분교 - 정남초등학교 - 정림초등학교 - 제암초등학교 - 진안초등학교 - 청룡초등학교 - 청원초등학교 - 태안초등학교 - 팔탄초등학교 - 대방분교 | - 푸른초등학교 - 학동초등학교 - 한마음초등학교 - 한울초등학교 - 해운초등학교 - 행정초등학교 - 향남초등학교 - 화남초등학교 - 화산초등학교 - 화성청계초등학교 - 화성금곡초등학교 - 화성매송초등학교 - 화성벌말초등학교 - 화성월문초등학교 - 화성장안초등학교 - 석포분교 - 화성화수초등학교 - 활초초등학교 |

- 특수학교
  - 해원학교

### 도서관
- 남양도서관
- 태안도서관
- 삼괴도서관
- 병점도서관
- 봉담도서관
- 동탄복합문화센터도서관
- 송산도서관
- 정남도서관
- 진안도서관
- 왕배푸른숲도서관
- 노을빛도서관
- 동탄중앙이음터도서관
- 다원이음터도서관
- 송린이음터도서관
- 목동이음터도서관
- 서연이음터도서관
- 두빛나래어린이도서관
- 둥지나래어린이도서관

## 농어업

### 관내 어항
- 국가어항 : 궁평항
- 지방어항 : 제부항, 전곡항
- 어촌정주어항 : 백미항, 송교항, 매향2항, 국화항, 입파항, 고온항, 도리도항

## 교통

### 철도
과거 수원군(화성군) 시절에는 관내 철도역이 많았으나, 수원시와 오산시가 차례로 분리되고, 반월면이 안산시와 군포시와 의왕시로 분할 편입되어 1995년 수인선 영업이 중단된 후 현재의 상황에서는 경부선이 화성시의 동부에 조금 남아 연결되는 상황이다. 수인선의 수원 ~ 한대앞 구간이 2020년 말에 개통되어 화성시의 북부 지역에도 다시 철도 운행이 재개되었다.
- 한국철도공사
  - 경부선 (● 수도권 전철 1호선)
(수원시) ↔ 병점역 ↔ (오산시)
  - 수인선 (● 수도권 전철 수인·분당선)
(수원시) ↔ 어천역 ↔ 야목역 ↔ (안산시)
  - 서해선 (● 수도권 전철 서해선)
(공사중) ↔서화성역 ↔ 화성시청역 ↔  향남역 ↔ (평택시)
  - 서해선 셔틀버스 운행 : 서화성역 ↔초지역
- SR
  - 수서평택고속선 (● 수서고속철도)
(서울특별시 강남구) ↔ 동탄역 ↔ (평택시)
  - ● 수도권 광역급행철도 A노선
  - (용인시) ← 동탄역

### 도로
고속도로
- 경부고속도로 : 기흥동탄 나들목
- 서해안고속도로 : 발안 나들목, 팔탄 분기점, 비봉 나들목, 매송 나들목
- 평택파주고속도로 : 봉담 나들목, 양감 나들목, 향남 나들목, 서오산 분기점, 정남 나들목, 봉담 나들목
- 평택시흥고속도로 : 조암 나들목, 마도 분기점, 송산마도 나들목
- 오산화성고속도로 : 서오산 분기점, 안녕 나들목
- 수도권제2순환고속도로 : 송산마도 나들목, 마도 분기점, 마도 나들목, 화성 나들목, 팔탄 분기점, 남비봉팔탄 나들목, 남봉담 나들목, 화성 분기점, 정남 나들목, 서오산 분기점, 동탄 분기점, 동탄 나들목

국도
- 국도 제1호선, 국도 제39호선, 국도 제43호선, 국도 제77호선, 국도 제82호선

지방도
- 국가지원지방도 : 국가지원지방도 제23호선, 국가지원지방도 제82호선, 국가지원지방도 제84호선, 국가지원지방도 제98호선
- 지방도 : 지방도 제301호선, 지방도 제302호선, 지방도 제305호선, 지방도 제306호선, 지방도 제309호선, 지방도 제310호선, 지방도 제311호선, 지방도 제313호선, 지방도 제314호선, 지방도 제315호선, 지방도 제317호선, 지방도 제318호선, 지방도 제322호선

### 버스
- 시외버스 : 조암시외버스터미널, 향남환승터미널, 서신터미널

### 선박
충남 당진시 석문면 장고항 - 우정읍 국화리 국화항 간 선박이 운행중이다.

## 문화
- 융건릉

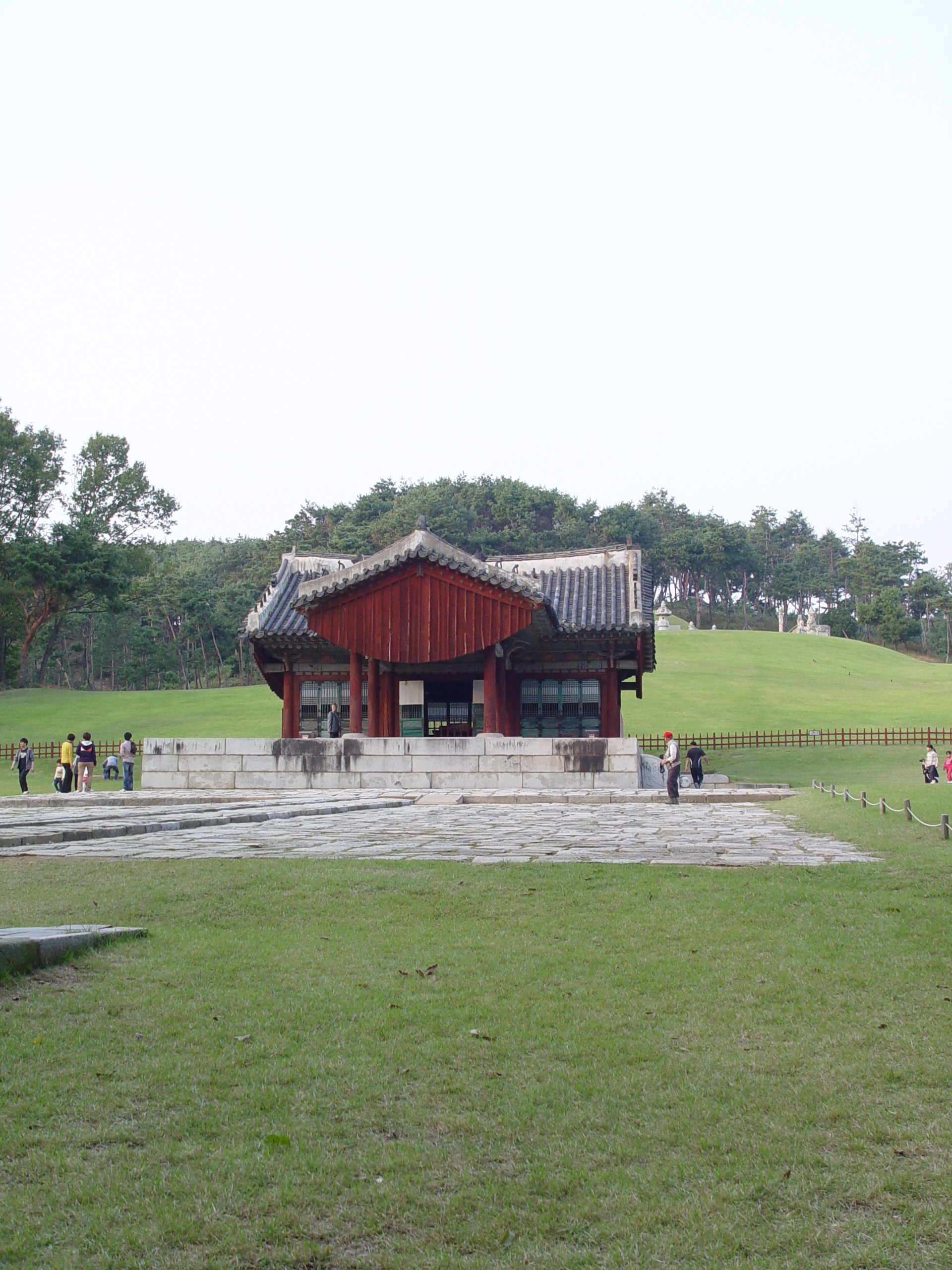
융건릉

오른쪽은 사도세자와 혜경궁 홍씨를 합장한 융릉, 왼쪽은 제22대 임금 정조와 효의왕후 김씨의 합장릉인 건릉이다.
- 화성당성

사적 217호인 당성은 계곡을 둘러쌓은 포곡식 산성이다.
- 용주사

정조가 아버지 사도세자의 넋을 위로하기 위해 만든 사찰로 국보 제120호인 용주사 범종이 있다.
- 우리꽃식물원[32]

대지가 약 109,000m2, 사계절관 2,900m2 규모의 식물원이며 1,200여 종의 한국 식물이 식재되어 있다. 외부 들꽃정원과 등고산, 유리온실인 사계절관 등이 있다.

### 자연환경
- 태행산
- 건달산
- 청명산
- 무봉산
- 발안천
- 오산천
- 제부도

### 화성 8경
- 융건 백설
- 용주 범종
- 제부 모세
- 궁평 낙조
- 남양 황라
- 입파 홍암
- 제암리 3·1운동순국기념관: 1919년 4월 15일 제암리에서 3.1 운동에 이은 만세운동을 벌였는데, 이후 일본 헌병 30여 명이 제암교회에 주민을 감금시킨 후 무차별 총격을 가하고 교회와 가옥, 그리고 시체까지 불태우는 사건을 저질렀다. 이는 곧 제암리 학살이며 이후 이러한 역사적 사실을 기록하기 위해 불탄 예배당에 순국기념탑을 세우고, 국내외 관련 자료를 모아놓은 전시관과 교육관 등을 운영하고 있다.
- 남양성모성지

### 마스코트
- 코리요

## 스포츠
| 리그명       | 팀명                     | 창단연도 | 홈 경기장             |
| ------------ | ------------------------ | -------- | --------------------- |
| K리그2       | 화성 FC                  | 2013년   | 화성종합경기타운      |
| V리그        | 화성 IBK 기업은행 알토스 | 2011년   | 화성실내체육관        |
| FK리그       | 화성FS                   | 2020년   | 장안대학교 실내체육관 |
| 한국바둑리그 | 화성시코리요             | 2014년   |                       |

## 자매 도시
| 도시 이름              | 국가           | 기타 |
| ---------------------- | -------------- | ---- |
| 서울특별시 서초구      | 대한민국       |      |
| 서울특별시 송파구      | 대한민국       |      |
| 서울특별시 성북구      | 대한민국       |      |
| 서울특별시 성동구      | 대한민국       |      |
| 서울특별시 강남구      | 대한민국       |      |
| 강원특별자치도 평창군  | 대한민국       |      |
| 경기도 부천시          | 대한민국       |      |
| 경상남도 합천군        | 대한민국       |      |
| 전라남도 완도군        | 대한민국       |      |
| 경상북도 울릉군        | 대한민국       |      |
| 광주광역시 남구        | 대한민국       |      |
| 전북특별자치도 남원시  | 대한민국       |      |
| 장쑤성 쑤저우시 우장구 | 중화인민공화국 |      |
| 산동성 웨이하이시      | 중화인민공화국 |      |
| 허베이성 싱타이시      | 중화인민공화국 |      |
| 버너비                 | 캐나다         |      |
| 푸토성                 | 베트남         |      |
| 다낭시                 | 베트남         |      |
| 토런스                 | 미국           |      |

## 갤러리

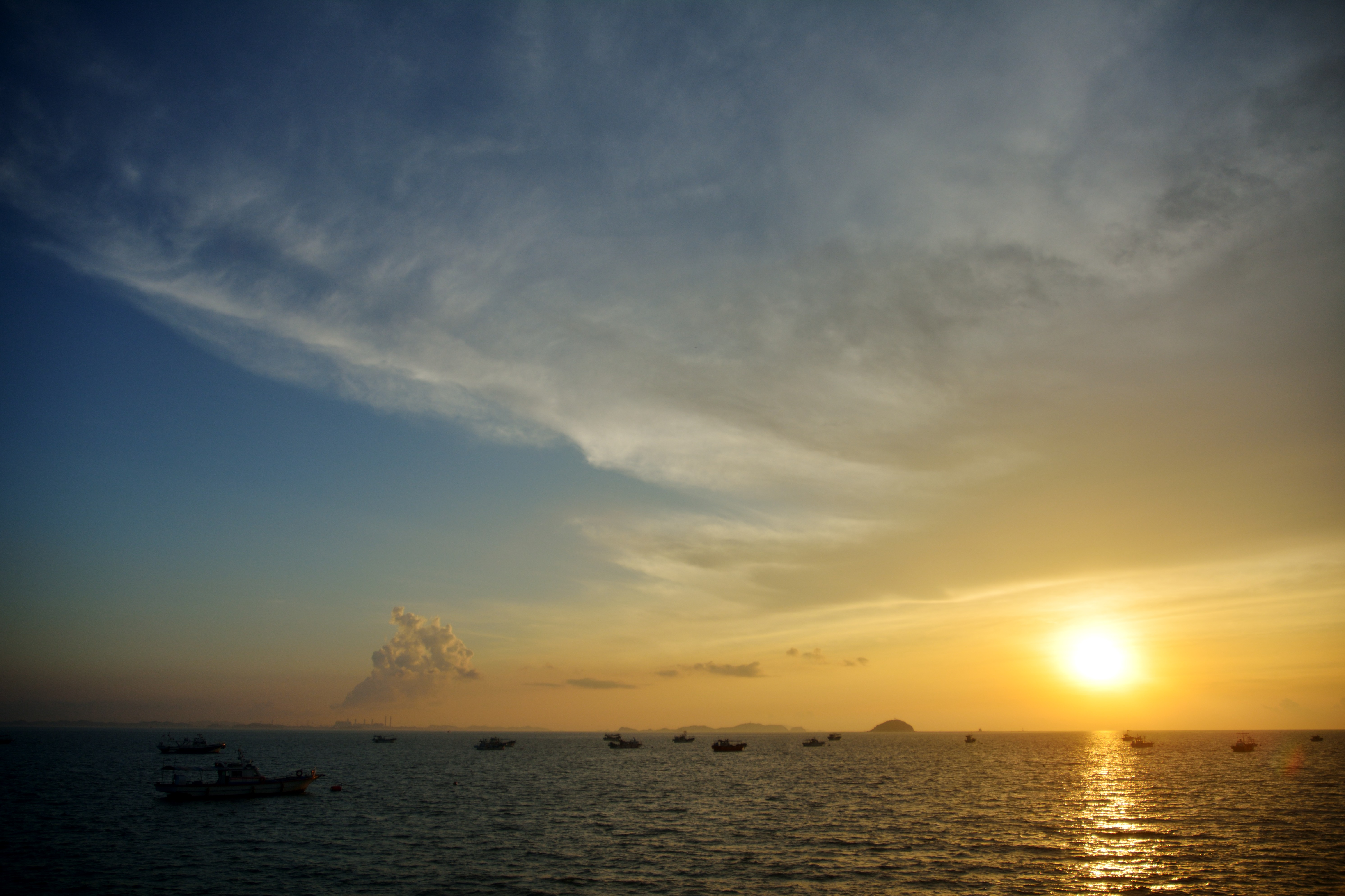
궁평항의 석양
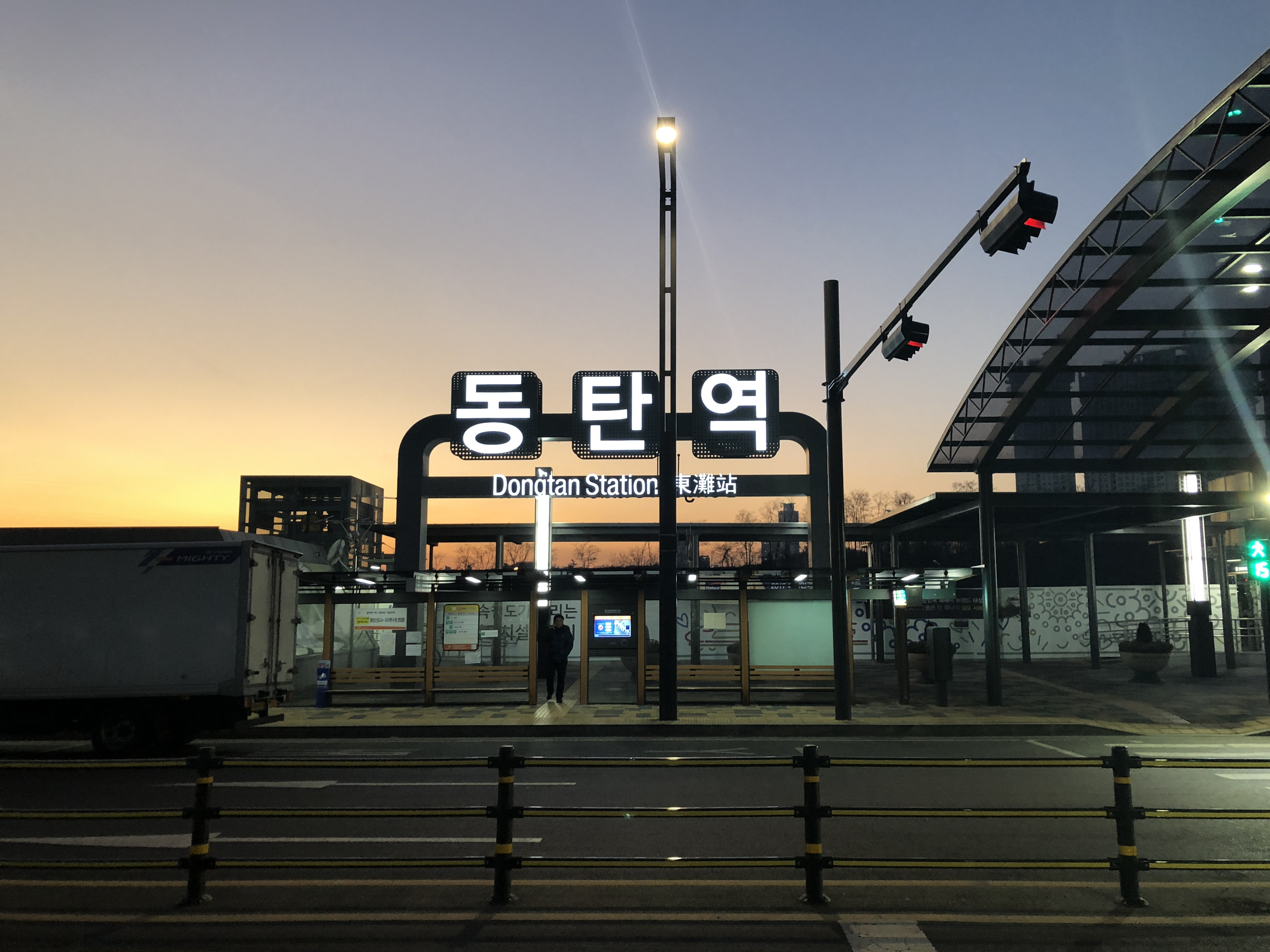
동탄역 전경
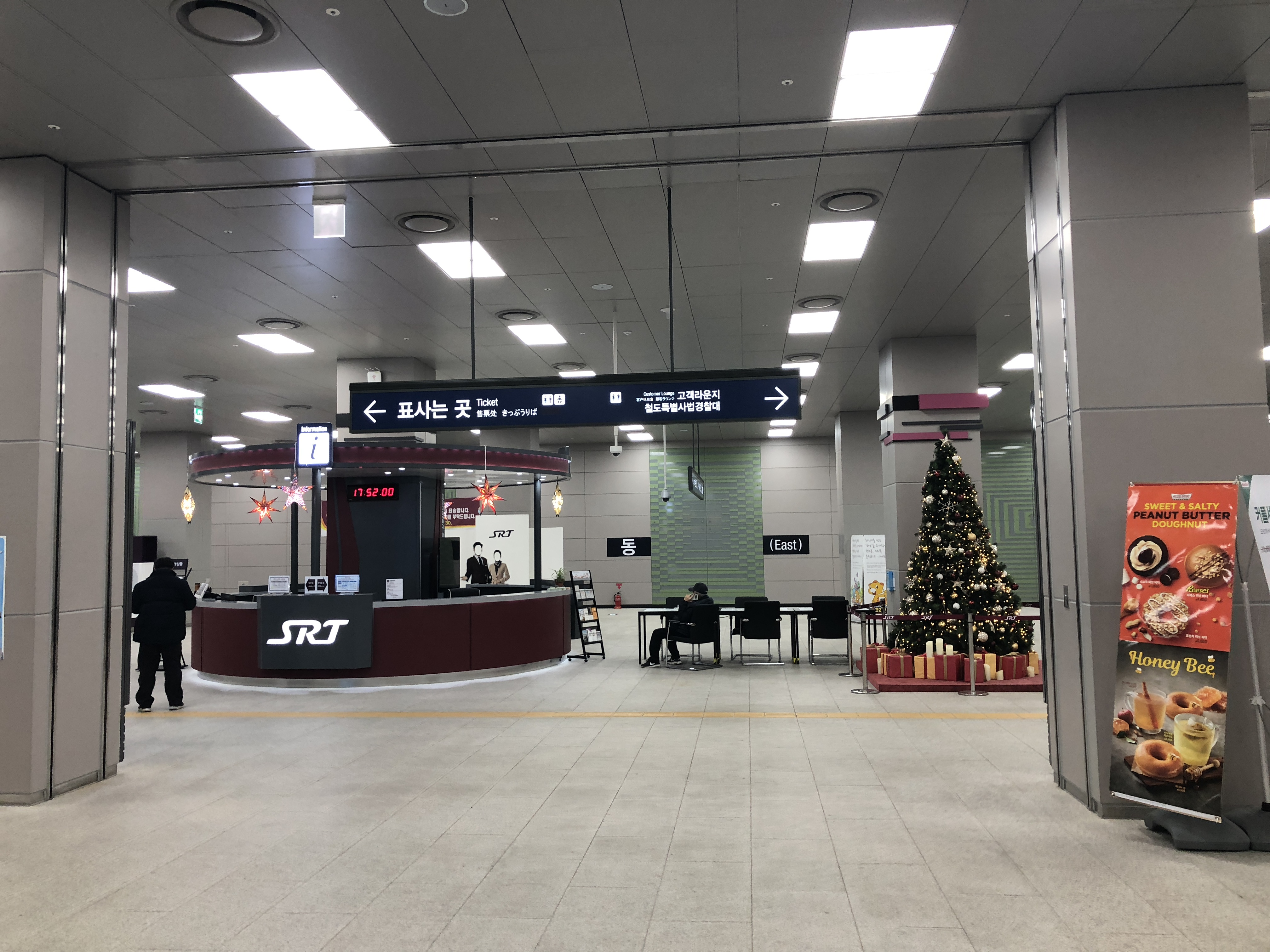
SRT 전용 역사인 동탄역 맞이방의 모습
동탄신도시
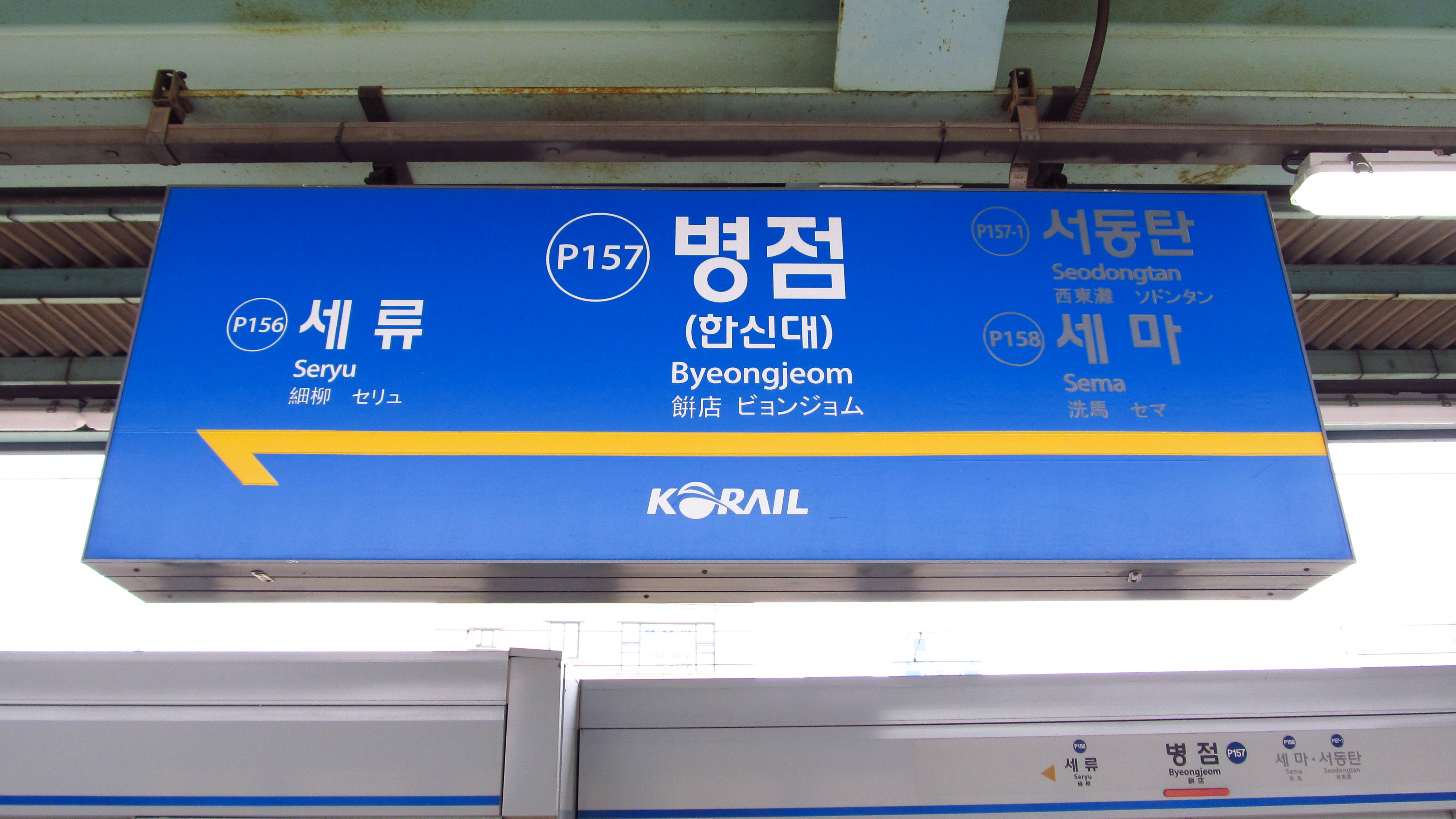
병점역

## 교류
- 전국다문화도시협의회
- 전국대도시시장협의회
- 대한민국건강도시협의회

## 사건
- 이춘재 연쇄 살인 사건

## 같이 보기
- 대한민국의 설치순 도시 목록
- 대한민국의 지리
- 봉담읍